# Villa Leutert

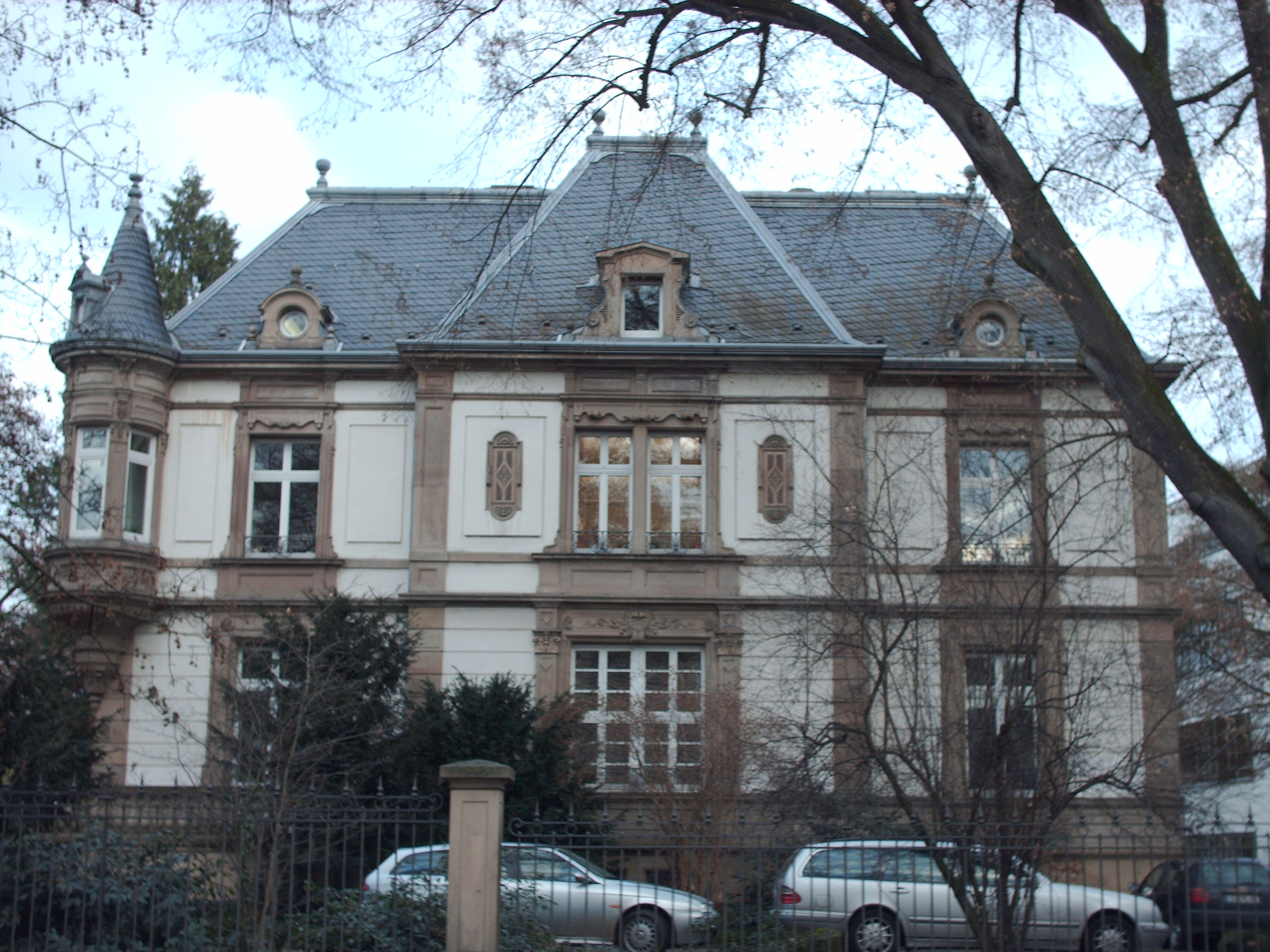
Frontansicht der Villa

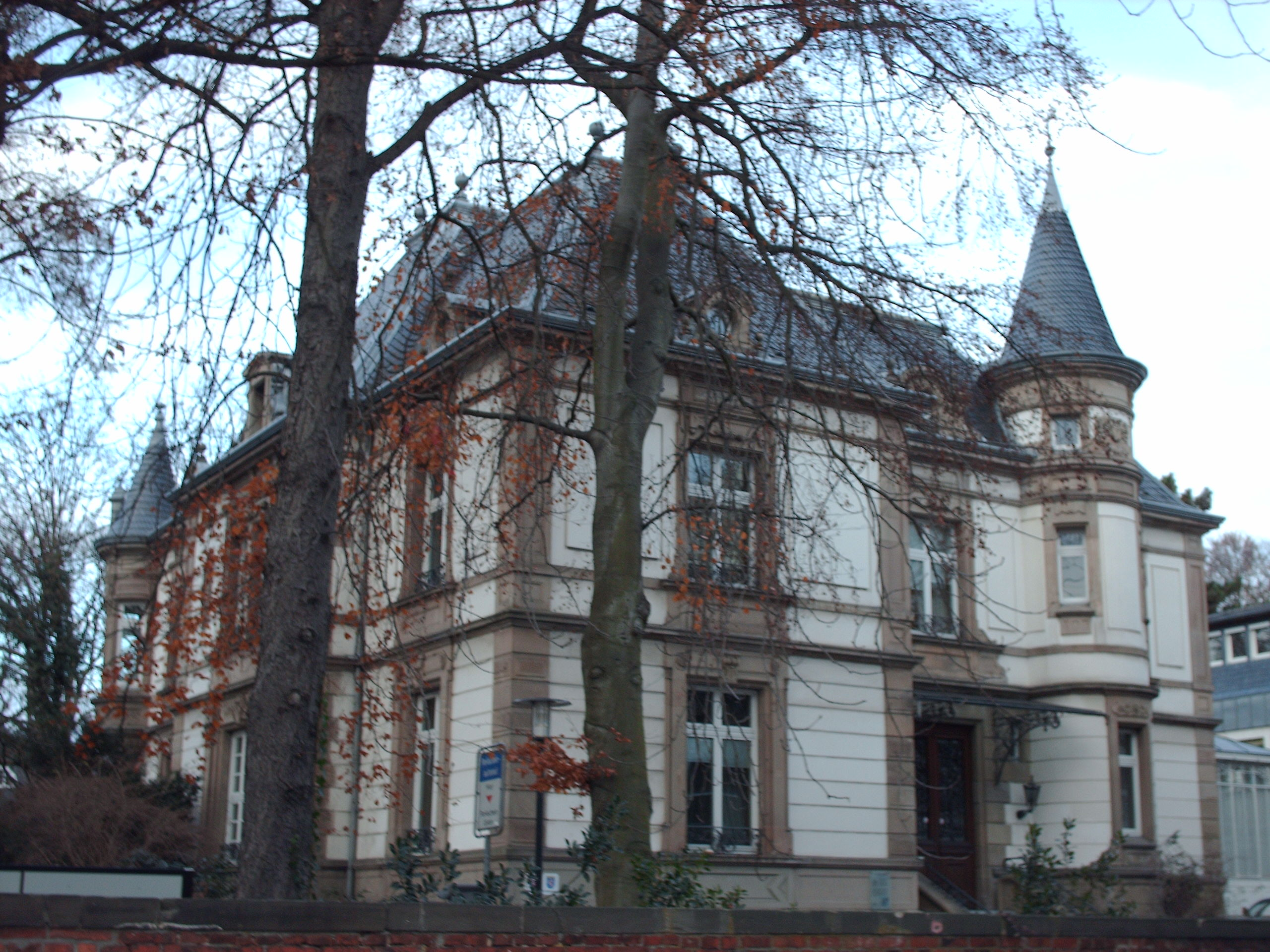
Eingangsbereich

Die Villa Leutert (bis 1910: Villa Burk) ist eine Villa in Gießen.

## Lage
Die Villa befindet sich in der Ostanlage 25, gegenüber dem Park an der Ostanlage und in der Nähe des Landgerichts.

## Beschreibung
Es handelt sich um einen zweigeschossigen Bau, dessen zur Straße gerichtete Seite – abgesehen vom Eckturm links – symmetrisch aufgebaut ist. Im Eingangsbereich befindet sich ein Rundturm, an der Hinterseite ein Wintergarten. 
Im Inneren sind prachtvoll geschmückte Räume zu finden, so etwa der Salon und der Speiseraum. Auch das Treppenhaus ist mit Deckengemälden ausgeschmückt.

## Geschichte
Die Villa Burk wurde in den Jahren 1884 und 1885 im Auftrag von dem Mühlenbesitzer Ferdinand Burk durch den Gießener Architekten Jacob Stein geplant und gebaut. Als architektonisches Vorbild gilt das Schloss Azay-le-Rideau an der Loire. Am Standort befanden sich zur Entstehungszeit weitere Repräsentationsbauten, die heute nicht mehr erhalten sind.
Seitdem das Gebäude 1910 an den Hals-Nasen-Ohren-Professor Ernst Leutert verkauft wurde, trägt es den Namen Villa Leutert. Während des Zweiten Weltkrieges wurde es nur wenig zerstört, danach jedoch von den Amerikanern beschlagnahmt und fortan als Offizierskasino genutzt. Der Zustand der Villa verschlechterte sich, nachdem der Besitzer 1960 erneut wechselte, so sehr, dass es 1978 Bestrebungen für einen Abriss gab. 
Eine Bürgerinitiative setzte sich jedoch erfolgreich für den Denkmalschutz des Gebäudes ein. 1983 erwarb die Stadt Gießen die Villa und renovierte sie bis 1985 umfangreich. Heute befinden sich hier das Standesamt, das Ortsgericht Gießen I sowie ein Büro der Kulturloge Gießen und den Gießener Fünfziger-Vereinigungen. Im Hinterhof sind das Jugendbildungswerk und der Jugendtreff Jokus zu finden.